# 1990-1991シーズンのNBA
1990-1991シーズンのNBAは、NBAの45回目のシーズンである。

## シーズン前

### ドラフト
ドラフトではデリック・コールマンがニュージャージー・ネッツから全体1位指名を受けた。また、ゲイリー・ペイトンがシアトル・スーパーソニックスから2位指名を受けたほか、クリス・ジャクソン(後にマムード・アブドゥル＝ラウーフに改名)(3位)、デニス・スコット(4位)、ケンドール・ギル(5位)、フェルトン・スペンサー(6位)、ライオネル・シモンズ(7位)、ウィリー・バートン(9位)、ルメール・ロビンソン(10位)、タイロン・ヒル(11位)、ロイ・ボウト(13位)、トラビス・メイズ(14位)、テリー・ミルズ(16位)、デュアン・コーズウェル(18位)、ディー・ブラウン(19位)、ジェラルド・グラス(20位)、ジェイソン・ウィリアムス(21位)、アンソニー・ボナー(23位)、ドウェイン・シンサス(24位)、エルデン・キャンベル(27位)、トニー・クーコッチ(29位)、カール・ヘレラ(30位)、二ゲール・ナイト(31位)、グレッグ・フォスター(35位)、A・J・イングリッシュ(37位)、ジャド・ブシュラー(38位)、スティーブ・シェフラー(39位)、ビンボ・コールズ(40位)、トニー・マッセンバーグ(43位)、スティーブ・ヘンソン(44位)、アントニオ・デイビス(45位)、デレク・ストロング(47位)、セドリック・セバロス(51位)、ショーン・ヒギンズ(54位)らが指名を受けている。ドラフト外選手にはキース・アスキンズ、デービッド・ベンワー、マット・ブラード、マーティー・コンロン、マイケル・カリー、エルドリッジ・リカスナー、ラリー・ロビンソン、スコット・ウィリアムスらがいる。
オールスターにはD・コールマン、G・ペイトン、T・ヒル、J・ウィリアムズ、A・デイビス、C・セバロスの6人が選出されている。
　　詳細は1990年のNBAドラフトを参照

### その他
- CBSによる17年に渡る放送が終了し、新たにNBCと4年6億ドルの契約が結ばれた。CBS時代と比べると約4倍の巨額契約だったが、それほどに当時のNBAが魅力的なソフトに成長した証であり、またNBAも「NBAエンターテイメント」制作による試合のハイライトシーンや選手のプライベートを綴ったテレビ番組、「インサイド・スタッフ」をNBCに提供。これがNBCの人気番組の一つとなり、NBCにとっても旨みのある契約となった。この頃にはNBAの試合は世界77ヵ国、2億世帯が視聴するまでになった。
- 日本では11月2日に東京体育館で開幕戦のフェニックス・サンズ対ユタ・ジャズ戦が行われ、第1戦は119-96でサンズが勝利し、第2戦は102-101でジャズが勝利した。これは海外で行われた初のNBA公式戦だった。またこの年から漫画雑誌週刊少年ジャンプで『SLAM DUNK』の連載が始まり、日本でのNBAブームの広がりに一役買った。

## シーズン

### オールスター
- 開催日：2月10日
- 開催地：ノースカロライナ州シャーロット
- オールスターゲーム　ウエスト 116－114 イースト
- MVP：チャールズ・バークレー　（フィラデルフィア・76ers）
- スラムダンクコンテスト優勝：ディー・ブラウン　（ボストン・セルティックス）
- スリーポイント・シュートアウト：クレイグ・ホッジス　（シカゴ・ブルズ）

### イースタン・カンファレンス
| Team                     | W  | L  | PCT. | GB |
| ------------------------ | -- | -- | ---- | -- |
| ボストン・セルティックス | 56 | 26 | .683 | -  |
| フィラデルフィア・76ers  | 44 | 38 | .537 | 12 |
| ニューヨーク・ニックス   | 39 | 43 | .476 | 17 |
| ワシントン・ブレッツ     | 30 | 52 | .366 | 26 |
| ニュージャージー・ネッツ | 26 | 56 | .317 | 30 |
| マイアミ・ヒート         | 24 | 58 | .293 | 32 |

| Team                           | W  | L  | PCT. | GB |
| ------------------------------ | -- | -- | ---- | -- |
| シカゴ・ブルズ                 | 61 | 21 | .744 | -  |
| デトロイト・ピストンズ         | 50 | 32 | .610 | 11 |
| ミルウォーキー・バックス       | 48 | 34 | .585 | 13 |
| アトランタ・ホークス           | 43 | 39 | .524 | 18 |
| インディアナ・ペイサーズ       | 41 | 41 | .500 | 20 |
| クリーブランド・キャバリアーズ | 33 | 49 | .402 | 28 |
| シャーロット・ホーネッツ       | 26 | 56 | .317 | 35 |

### ウエスタン・カンファレンス
| Team                         | W  | L  | PCT. | GB |
| ---------------------------- | -- | -- | ---- | -- |
| サンアントニオ・スパーズ     | 55 | 27 | .671 | -  |
| ユタ・ジャズ                 | 54 | 28 | .659 | 1  |
| ヒューストン・ロケッツ       | 52 | 30 | .634 | 3  |
| オーランド・マジック         | 31 | 51 | .378 | 24 |
| ミネソタ・ティンバーウルブズ | 29 | 53 | .354 | 26 |
| ダラス・マーベリックス       | 28 | 54 | .341 | 27 |
| デンバー・ナゲッツ           | 20 | 62 | .244 | 35 |

| Team                               | W  | L  | PCT. | GB |
| ---------------------------------- | -- | -- | ---- | -- |
| ポートランド・トレイルブレイザーズ | 63 | 19 | .768 | -  |
| ロサンゼルス・レイカーズ           | 58 | 24 | .707 | 5  |
| フェニックス・サンズ               | 55 | 27 | .671 | 8  |
| ゴールデンステート・ウォリアーズ   | 44 | 38 | .537 | 19 |
| シアトル・スーパーソニックス       | 41 | 41 | .500 | 22 |
| ロサンゼルス・クリッパーズ         | 31 | 51 | .378 | 32 |
| サクラメント・キングス             | 25 | 57 | .305 | 38 |

### スタッツリーダー
| 部門       | 選手                     | チーム                             | AVG  |
| ---------- | ------------------------ | ---------------------------------- | ---- |
| 得点       | マイケル・ジョーダン     | シカゴ・ブルズ                     | 31.5 |
| リバウンド | デビッド・ロビンソン     | サンアントニオ・スパーズ           | 13.0 |
| アシスト   | ジョン・ストックトン     | ユタ・ジャズ                       | 14.2 |
| スティール | アルヴィン・ロバートソン | ミルウォーキー・バックス           | 3.0  |
| ブロック   | アキーム・オラジュワン   | ヒューストン・ロケッツ             | 3.9  |
| FG%        | バック・ウィリアムス     | ポートランド・トレイルブレイザーズ | 60.2 |
| FT%        | レジー・ミラー           | インディアナ・ペイサーズ           | 91.8 |
| 3FG%       | ジム・レス               | サクラメント・キングス             | 46.1 |

### 各賞
- 最優秀選手: マイケル・ジョーダン, シカゴ・ブルズ
- ルーキー・オブ・ザ・イヤー：デリック・コールマン, ニュージャージー・ネッツ
- 最優秀守備選手賞: デニス・ロッドマン, デトロイト・ピストンズ
- シックスマン賞: デトレフ・シュレンプ, インディアナ・ペイサーズ
- MIP: スコット・スカイルズ, オーランド・マジック
- 最優秀コーチ賞: ドン・チェイニー, ヒューストン・ロケッツ
- All-NBA First Team:
  - F - カール・マローン, ユタ・ジャズ
  - F - チャールズ・バークレー, フィラデルフィア・76ers
  - C - デビッド・ロビンソン, サンアントニオ・スパーズ
  - G - マイケル・ジョーダン, シカゴ・ブルズ
  - G - マジック・ジョンソン, ロサンゼルス・レイカーズ
- All-NBA Second Team:
  - F - ドミニク・ウィルキンス, アトランタ・ホークス
  - F - クリス・マリン, ゴールデンステート・ウォリアーズ
  - C - パトリック・ユーイング, ニューヨーク・ニックス
  - G - ケビン・ジョンソン, フェニックス・サンズ
  - G - クライド・ドレクスラー, ポートランド・トレイルブレイザーズ
- All-NBA Third Team:
  - F - ジェームス・ウォージー, ロサンゼルス・レイカーズ
  - F - バーナード・キング, ワシントン・ブレッツ
  - C - アキーム・オラジュワン, ヒューストン・ロケッツ
  - G - ジョン・ストックトン, ユタ・ジャズ
  - G - ジョー・デュマース, デトロイト・ピストンズ
- NBA All-Rookie Team:
  - ディー・ブラウン, ボストン・セルティックス
  - ケンドール・ギル, シャーロット・ホーネッツ
  - デリック・コールマン, ニュージャージー・ネッツ
  - デニス・スコット, オーランド・マジック
  - ライオネル・シモンズ, サクラメント・キングス
- NBA All-Defensive First Team:
  - マイケル・ジョーダン, シカゴ・ブルズ
  - アルヴィン・ロバートソン, ミルウォーキー・バックス
  - デビッド・ロビンソン, サンアントニオ・スパーズ
  - デニス・ロッドマン, デトロイト・ピストンズ
  - バック・ウィリアムス, ポートランド・トレイルブレイザーズ
- NBA All-Defensive Second Team:
  - ジョー・デュマース, デトロイト・ピストンズ
  - ジョン・ストックトン, ユタ・ジャズ
  - アキーム・オラジュワン, ヒューストン・ロケッツ
  - スコッティ・ピッペン, シカゴ・ブルズ
  - ダン・マーリー, フェニックス・サンズ

### シーズン概要
- 前季ファイナルに進出したポートランド・トレイルブレイザーズはこのシーズンも好調を維持し、チーム記録となる63勝を記録してリーグトップとなった。そのブレイザーズを破って連覇を達成したデトロイト・ピストンズはアイザイア・トーマスがシーズンの半分近くを欠場したため50勝に留まった。
- 年々成績を上げていくシカゴ・ブルズは、このシーズンにはついにチーム初となる60勝超えの61勝を記録し、16年ぶり、セントラル・デビジョンに編入されてからは初となる地区優勝を遂げた。マイケル・ジョーダンは自身2度目となるMVPを獲得した。
- 前季アトランティック・デビジョン優勝のフィラデルフィア・76ersは故障者が続出し王座から転落。高齢化問題に悩むボストン・セルティックスは、若手のレジー・ルイス、ケビン・ギャンブルが活躍、また故障を抱えるラリー・バードも60試合に出場し、56勝を記録してアトランティック王者に返り咲いた。
- 1986年のファイナル進出以来45勝前後を行き来するシーズンが続いているヒューストン・ロケッツは、このシーズンは大黒柱のアキーム・オラジュワンが26試合を欠場するも52勝を記録し、ドン・チェイニーは最優秀コーチ賞に選ばれた。
- ドン・ネルソン率いるゴールデンステート・ウォリアーズは44勝を記録して1シーズンぶりにプレーオフに復帰。刺激的なランニングゲームを展開し、ティム・ハーダウェイ（T）、ミッチ・リッチモンド（M）、クリス・マリン（C）のアベレージ20得点を超えるハイスコアトリオはそれぞれの頭文字を取って、当時の人気ヒップホップグループRun-D.M.C.をもじって"ラン・TMC"と呼ばれ、高い人気を誇った。しかしオフにはリッチモンドが移籍してしまうため、このユニットは僅か2シーズンの短命に終わった。
- 開幕から不振に陥ったニューヨーク・ニックスは序盤からヘッドコーチが解任された。結局このシーズンは勝率5割に届かなかったが、翌シーズンからはかつて"ショータイム"レイカーズを率いたパット・ライリーがヘッドコーチとして指揮を採ることになる。
- 前季ロン・ハーパーを放出して1986年のNBAドラフト同期トリオが解散したクリーブランド・キャバリアーズは、このシーズンはマーク・プライスがシーズンの大半を欠場したため勝率がさらに落ち込み、4シーズンぶりにプレーオフ進出を逃した。
- ダラス・マーベリックスはデンバー・ナゲッツの二枚看板であるアレックス・イングリッシュ、ラファイエット・リーバーを同時に獲得するも、イングリッシュはすでにキャリア末期を迎えており、リーバーは故障でシーズンをほぼ全休。さらにサム・パーキンスがチームを去り、ロイ・タープリーもほぼ全休したため大きく勝率を落とし、プレーオフ進出も逃した。マーベリックスはこのシーズンを皮切りに10シーズンに渡ってプレーオフ進出を逃し続ける。また二枚看板を同時に放出したナゲッツは前季の半分以下の20勝に沈み、10シーズンぶりにプレーオフ進出を逃した。

## プレーオフ・ファイナル
|  | 1回戦              | 1回戦              | 1回戦          |   |                      | カンファレンス準決勝 | カンファレンス準決勝 | カンファレンス準決勝 |  |   | カンファレンス決勝   | カンファレンス決勝 | カンファレンス決勝 |  |    | ファイナル | ファイナル | ファイナル |
|  |                    |                    |                |   |                      |                      |                      |                      |  |   |                      |                    |                    |  |    |            |            |            |
|  | 1                  | ブルズ             | 3              |   |                      |                      |                      |                      |  |   |                      |                    |                    |  |    |            |            |            |
|  | 8                  | ニックス           | 0              |   |                      |                      |                      |                      |  |   |                      |                    |                    |  |    |            |            |            |
|  | 8                  | ニックス           | 0              |   | 1                    | ブルズ               | 4                    |                      |  |   |                      |                    |                    |  |    |            |            |            |
|  |                    |                    |                |   | 1                    | ブルズ               | 4                    |                      |  |   |                      |                    |                    |  |    |            |            |            |
|  |                    | 5                  | 76ers          | 1 |                      |                      |                      |                      |  |   |                      |                    |                    |  |    |            |            |            |
|  | 4                  | 5                  | 76ers          | 1 | バックス             | 0                    |                      |                      |  |   |                      |                    |                    |  |    |            |            |            |
|  | 4                  |                    |                |   | バックス             | 0                    |                      |                      |  |   |                      |                    |                    |  |    |            |            |            |
|  | 5                  | 76ers              | 3              |   |                      |                      |                      |                      |  |   |                      |                    |                    |  |    |            |            |            |
|  | 5                  | 76ers              | 3              |   |                      |                      |                      |                      |  | 1 | ブルズ               | 4                  |                    |  |    |            |            |            |
|  | Eastern Conference |                    |                |   |                      |                      |                      |                      |  | 1 | ブルズ               | 4                  |                    |  |    |            |            |            |
|  |                    | 3                  | ピストンズ     | 0 |                      |                      |                      |                      |  |   |                      |                    |                    |  |    |            |            |            |
|  | 3                  | 3                  | ピストンズ     | 0 | ピストンズ           | 3                    |                      |                      |  |   |                      |                    |                    |  |    |            |            |            |
|  | 3                  |                    |                |   | ピストンズ           | 3                    |                      |                      |  |   |                      |                    |                    |  |    |            |            |            |
|  | 6                  | ホークス           | 2              |   |                      |                      |                      |                      |  |   |                      |                    |                    |  |    |            |            |            |
|  | 6                  | ホークス           | 2              |   | 3                    | ピストンズ           | 4                    |                      |  |   |                      |                    |                    |  |    |            |            |            |
|  |                    |                    |                |   | 3                    | ピストンズ           | 4                    |                      |  |   |                      |                    |                    |  |    |            |            |            |
|  |                    | 2                  | セルティックス | 2 |                      |                      |                      |                      |  |   |                      |                    |                    |  |    |            |            |            |
|  | 2                  | 2                  | セルティックス | 2 | セルティックス       | 3                    |                      |                      |  |   |                      |                    |                    |  |    |            |            |            |
|  | 2                  |                    |                |   | セルティックス       | 3                    |                      |                      |  |   |                      |                    |                    |  |    |            |            |            |
|  | 7                  | ペイサーズ         | 2              |   |                      |                      |                      |                      |  |   |                      |                    |                    |  |    |            |            |            |
|  | 7                  | ペイサーズ         | 2              |   |                      |                      |                      |                      |  |   |                      |                    |                    |  | E1 | ブルズ     | 4          |            |
|  |                    |                    |                |   |                      |                      |                      |                      |  |   |                      |                    |                    |  | E1 | ブルズ     | 4          |            |
|  |                    | W3                 | レイカーズ     | 1 |                      |                      |                      |                      |  |   |                      |                    |                    |  |    |            |            |            |
|  | 1                  | W3                 | レイカーズ     | 1 | トレイルブレイザーズ | 3                    |                      |                      |  |   |                      |                    |                    |  |    |            |            |            |
|  | 1                  |                    |                |   | トレイルブレイザーズ | 3                    |                      |                      |  |   |                      |                    |                    |  |    |            |            |            |
|  | 8                  | スーパーソニックス | 2              |   |                      |                      |                      |                      |  |   |                      |                    |                    |  |    |            |            |            |
|  | 8                  | スーパーソニックス | 2              |   | 1                    | トレイルブレイザーズ | 4                    |                      |  |   |                      |                    |                    |  |    |            |            |            |
|  |                    |                    |                |   | 1                    | トレイルブレイザーズ | 4                    |                      |  |   |                      |                    |                    |  |    |            |            |            |
|  |                    | 5                  | ジャズ         | 1 |                      |                      |                      |                      |  |   |                      |                    |                    |  |    |            |            |            |
|  | 4                  | 5                  | ジャズ         | 1 | サンズ               | 1                    |                      |                      |  |   |                      |                    |                    |  |    |            |            |            |
|  | 4                  |                    |                |   | サンズ               | 1                    |                      |                      |  |   |                      |                    |                    |  |    |            |            |            |
|  | 5                  | ジャズ             | 3              |   |                      |                      |                      |                      |  |   |                      |                    |                    |  |    |            |            |            |
|  | 5                  | ジャズ             | 3              |   |                      |                      |                      |                      |  | 1 | トレイルブレイザーズ | 2                  |                    |  |    |            |            |            |
|  | Western Conference |                    |                |   |                      |                      |                      |                      |  | 1 | トレイルブレイザーズ | 2                  |                    |  |    |            |            |            |
|  |                    | 3                  | レイカーズ     | 4 |                      |                      |                      |                      |  |   |                      |                    |                    |  |    |            |            |            |
|  | 3                  | 3                  | レイカーズ     | 4 | レイカーズ           | 3                    |                      |                      |  |   |                      |                    |                    |  |    |            |            |            |
|  | 3                  |                    |                |   | レイカーズ           | 3                    |                      |                      |  |   |                      |                    |                    |  |    |            |            |            |
|  | 6                  | ロケッツ           | 0              |   |                      |                      |                      |                      |  |   |                      |                    |                    |  |    |            |            |            |
|  | 6                  | ロケッツ           | 0              |   | 3                    | レイカーズ           | 4                    |                      |  |   |                      |                    |                    |  |    |            |            |            |
|  |                    |                    |                |   | 3                    | レイカーズ           | 4                    |                      |  |   |                      |                    |                    |  |    |            |            |            |
|  |                    | 7                  | ウォリアーズ   | 1 |                      |                      |                      |                      |  |   |                      |                    |                    |  |    |            |            |            |
|  | 2                  | 7                  | ウォリアーズ   | 1 | スパーズ             | 1                    |                      |                      |  |   |                      |                    |                    |  |    |            |            |            |
|  | 2                  |                    |                |   | スパーズ             | 1                    |                      |                      |  |   |                      |                    |                    |  |    |            |            |            |
|  | 7                  | ウォリアーズ       | 3              |   |                      |                      |                      |                      |  |   |                      |                    |                    |  |    |            |            |            |

### Magic vs Michael
1966年に誕生したシカゴ・ブルズは創部元年からプレーオフに進出し、1970年代に入るとジェリー・スローン、チェット・ウォーカー、ボブ・ラブ、ノーム・ヴァン・ライアーらを擁した有数の強豪チームとなり、そのディフェンス力はリーグでもトップクラスを誇った。70年代後半になると主力選手の衰え、離脱などで成績が落ち込み始め、以後80年代前半まで続く低迷期に入る。マイケル・ジョーダンはそんな中で1984年にブルズに入団した。
ジョーダンは紛れもなくブルズ史上最大のスターであり、またNBA全体においても際立った存在だった。1年目の1984-85シーズンから行く先々のアリーナを超満員にするほどの人気を集めたジョーダンは、2年目の1986年のプレーオフ1回戦ではボストン・セルティックスから63得点をあげ、かのラリー・バードに「あれはジョーダンの姿をした神だった」と言わしめた。翌1986-87シーズンには平均37.1得点を記録して初の得点王に輝き、以後得点王の座はジョーダンの指定席となった。数々の劇的なショットや驚異的な身体能力から繰り出される鮮やかなプレイやダンクの数々は、瞬く間に人々の心を虜にした。チームもジョーダン加入から徐々に成績を伸ばしていき、1989-90シーズンには55勝を記録するなど、イーストを代表する強豪チームへと成長した。
しかしジョーダンとブルズはプレーオフで良い結果を残せなかった。"バッドボーイズ"としてリーグに君臨したデトロイト・ピストンズが立ちはだかったからである。ピストンズはジョーダン頼みのブルズのオフェンスを良く理解しており、ジョーダン・ルールと呼ばれる戦術で毎年のようにプレーオフではジョーダンとブルズを叩きのめしていた。いつしかブルズは「ジョーダンとその他4人」と言われるようになり、またジョーダンもウィルト・チェンバレンを引き合いに出され、「得点王のいるチームは優勝できない」などの批判を集めるようになった。個人成績では数々のNBA記録を持つ60年代NBAの怪物チェンバレンも優勝を掴むまでは大きく遠回りをし、一方彼のライバルであったビル・ラッセルは個人成績ではチェンバレンに遅れをとったが、NBA最多となる11回の優勝を誇った。人々はジョーダンがこのままではチェンバレンと同じ轍を踏むのではないかと危惧していた。
堂々巡りとなったジョーダンとブルズの大きな転換期となったのが、1989年のフィル・ジャクソンのヘッドコーチ就任だった。まずジャクソンはチームケミストリーの再構築から手をつけた。多くのファンに囲まれることが常だったジョーダンは、護衛を兼ねて知人や父親などを帯同させていた。常に取り巻きがいる状態はジョーダンとチームメイトの間に乖離を生じさせていたため、ジャクソンはジョーダンを説得し、練習中などは取り巻きを側に置かないことを守らせることで、チームメイトとの隙間を埋めようとした。そして戦術面ではジョーダン頼みだったオフェンスを改めさせ、90年代ブルズの代名詞となるトライアングル・オフェンスを導入。この戦術はジョーダンが得点を減らしてボールをより分散させることが必要だったが、ジャクソンはこれもジョーダンに受け入れさせた。1966年にフィラデルフィア・76ersのヘッドコーチとなったアレックス・ハナムは、やはり当時ウィルト・チェンバレン頼みだった76ersのオフェンスを改めさせている。
新たなヘッドコーチと戦術で新シーズンに臨んだブルズは、難解で複雑な新オフェンスシステムの会得に苦労し、シーズン前半はやや不安定な時期を過ごしたが、後半に入ると徐々に新システムが浸透し始め、最終的には55勝を記録。ジョーダンは得点アベレージを減らしたものの、それでも3年連続で得点王を獲得。3年目のスコッティ・ピッペンはオールスター選手に成長し、彼と同期のホーレス・グラントもインサイドの守護神としてチームに欠かせない存在となった。また1988年のチャールズ・オークレーとのトレードでやってきたビル・カートライトはベテランとしてリーダーシップを発揮し、ジョン・パクソンやB.J.アームストロングは優れたシュート力でジョーダンをサポートした。プレーオフではピストンズの前にまたもや破れジョーダンは大きく落胆したものの、このシリーズでブルズはかつてない程にピストンズを追い詰め、ジョーダンとブルズの時代がもう間もなく訪れるであろうことを予感させるものだった。
そしてブルズはこのシーズン、当時のフランチャイズ記録となる61勝を記録。ジョーダンは5年連続で得点王に輝き、さらに自身2度目となるMVPにも選ばれた。プレーオフでジョーダンの前に立ちはだかったのは彼と同世代のパトリック・ユーイング率いるニューヨーク・ニックスと、チャールズ・バークレー率いる76ersだったが、ブルズは問題なく両チームを片付け、そしてようやく長年の雪辱を果たす機会をカンファレンス決勝で得た。2年連続ファイナルまで戦ったピストンズにはやや疲れが見られ、またシーズン中にはアイザイア・トーマスが故障で離脱し、プレーオフも苦労して勝ち上がってきた。ブルズと対決する時にはすでに疲れ果てており、ブルズの長年の雪辱は思いのほかあっけなく果たされた。ブルズはカンファレンス決勝でピストンズを4戦全勝でスイープしたのである。ブルズがチーム史上初となるファイナル進出を決めた第4戦では、ほぼ負けが決まったピストンズはベンチに控えていたアイザイアを始めとする主力選手たちが試合終了を待たずしてロッカールームに引き下がった。本来なら相手チームと握手や挨拶を交わすことが慣例となっているため、ピストンズの行為は大きな批判を呼んだが、一方で"バッドボーイズ"と呼ばれたピストンズの黄金期の終焉を象徴するに相応しい光景でもあった。80年代のバッドボーイズが去り、そしてジョーダンを筆頭に新世代が活躍する新たな時代をNBAは迎えたのである。
これまで数々のドラマチックな試合を演じてきたジョーダンに、ファイナルは最高の相手を用意した。西から勝ち上がってきたのは、マジック・ジョンソン率いるロサンゼルス・レイカーズ。90年代の主役となるであろうジョーダンの挑戦を、80年代の主役だったマジックが受ける。NBAにとってはこれ以上ない最高のシナリオだった。
カリーム・アブドゥル＝ジャバーが引退し、パット・ライリーがヘッドコーチから退いてもなお、レイカーズは西の盟主としての立場を堅持していた。新ヘッドコーチにはオフに現役から引退したばかりのマイク・ダンリービーが就任。マジックとジェームス・ウォージー、バイロン・スコットらは変わらず鮮やかな"ショータイム"を展開し、ジャバーが抜けたインサイドは2年目のブラディー・ディバッツに新加入のサム・パーキンス（ノースカロライナ大学時代のジョーダンのチームメイト）が固め、ベンチからはA.C.グリーンがサポートした。カンファレンス2位となる58勝でレギュラーシーズンを終えたレイカーズはプレーオフも順調に勝ち抜き、そしてカンファレンス決勝では若手中心でレギュラーシーズンはリーグトップの63勝を記録したポートランド・トレイルブレイザーズと対決。レイカーズは4勝2敗でブレイザーズを破り、2年ぶりにファイナルに進出した。

#### 第1戦
シカゴ・スタジアムで迎えたファイナル第1戦、マイケル・ジョーダンは初の大舞台でも全く臆することなく、第1Qから15得点5アシストと早くも試合を支配し始めた。しかし試合はレイカーズペースで進み、第2Qにはマジック・ジョンソンの2本連続3Pシュートが決まり、レイカーズのリードが広がった。第4Qにはこのクォーターだけで13得点あげたジョーダンの活躍と、スコッティ・ピッペンのフリースローで91-89とブルズが逆転。その後それぞれがショットクロック・バイオレーションでチャンスを潰し、残り14秒でレイカーズのサム・パーキンスが3Pシュートを決め、レイカーズが92-91と逆転。再度の逆転を狙うジョーダンのジャンプショットは外れ、ファウルによりバイロン・スコットがフリースローで2本目を決め、再度ピッペンがハーフライン上からの逆転ショットも決まらず、レイカーズが敵地での初戦を93-91の勝利で飾り、ブルズが保持していたホームコートアドヴァンテージを無効にした。
マジックは19得点10リバウンド11アシストを記録し、プレーオフ通算29回目のトリプル・ダブルを達成。しかしこの試合の殊勲者はジェームス・ウォージー、サム・パーキンス、ブラディー・ディバッツのフロントコート陣であり、彼らはブルズのフロントコート陣の総得点31点に対し、60得点とゴール下でブルズを圧倒した。一方ブルズはジョーダンがゲームハイの36得点、ピッペンが19得点を記録。試合後、決勝シュートを外したことを記者に問われたジョーダンは、大好きなゴルフに例えて「世界最高のゴルファーでさえパットを外す」と答えた。
| Team       | 1  | 2  | 3  | 4  | Tot. |
| ---------- | -- | -- | -- | -- | ---- |
| レイカーズ | 29 | 22 | 24 | 18 | 93   |
| ブルズ     | 30 | 23 | 15 | 23 | 91   |

#### 第2戦
第1戦の敗北を受け、フィル・ジャクソンHCはすぐに対策を打ち、第2戦ではジョーダンをディバッツに、ピッペンをマジックにマッチアップさせた。この変更が功を奏し、特にピッペンのディフェンスはマジックとレイカーズを苦しめ、マジックはこの日14得点に抑えられ、一方ピッペンは20得点10アシストを記録した。一方ブルズのオフェンスはジョーダンが試合最初の20分僅か2得点だったが、その間ホーレス・グラントが14得点を記録し、ブルズに試合の流れを引き込んだ。第3Qに入るとジョーダンはファウルトラブルのため一時的にベンチに下がったが、ブルズの勢いはさらに増していき、第3QはFG17/20、38得点とブルズのオフェンスが爆発。ジョーダンがコートに戻った時にはブルズのリードは16点にまで広がっていた。ジョーダンが帰ってきたブルズの勢いはさらに加速し、ブルズの11連続得点でリードはさらに広がった。そして試合終盤、ペネトレイトからダンクに行ったジョーダンが、パーキンスのブロックをかわすためにボールを左手に持ち替え、落下しながらスクープショットを決めた時点で、ブルズファンで埋め尽くされた館内の熱気は最高潮に達した。ジョーダンの驚異的な跳躍力と滞空時間をまざまざと見せ付けたこのプレイは、"The Move"と呼ばれ、ジョーダンの最も有名なシュートの一つに数えられている。試合は107-86でブルズが圧勝。FG50/81、FG成功率61.7%とブルズのオフェンス力が爆発した試合となった。前半大人しかったジョーダンも、終わってみれば33得点7リバウンド13アシスト、FG15/18の数字を残していた。
| Team       | 1  | 2  | 3  | 4  | Tot. |
| ---------- | -- | -- | -- | -- | ---- |
| レイカーズ | 23 | 20 | 26 | 17 | 86   |
| ブルズ     | 28 | 20 | 38 | 21 | 107  |

#### 第3戦
ロサンゼルスのグレート・ウェスタン・フォーラムに戦いの場を移した第3戦、ジョーダンは不調に陥っていた。しかし大事な場面で最も輝いたのは、やはりジョーダンだった。90-89のブルズリードで迎えた試合残り10.9秒、ディバッツがマジックのルーズボール気味のパスを受け取り、大きく姿勢を崩しながら放ったレイアップが決まって91-90とレイカーズが逆転。さらにピッペンのファウルも引き出し(このファウルでピッペンはファウルアウト)、バスケットカウント・ワンスローとなってレイカーズが92-90の2点のリードを奪った。窮地に追い込まれたブルズが頼るのはジョーダンしか居なかった。ボールを持ったジョーダンは一気にコートを駆け上がり、ゴールから14フィートの位置からジャンプショットを放った。シュートは決まり、92-92で試合はオーバータイムへ突入。レイカーズは96-96の同点以降は無得点に抑え込まれ、さらに残り1分でディバッツがファウルアウト。一方、ジョーダンはオーバータイムでチームの総得点の半分をあげ、ブルズが第3戦を104-96で勝利した。
| Team       | 1  | 2  | 3  | 4  | OT | Tot. |
| ---------- | -- | -- | -- | -- | -- | ---- |
| ブルズ     | 25 | 23 | 18 | 26 | 12 | 104  |
| レイカーズ | 25 | 22 | 25 | 20 | 4  | 96   |

#### 第4戦
97-82でブルズが3連勝を飾り、早くも優勝に王手を掛けた。この試合はブルズのディフェンス力が光り、第2Qと第3QのレイカーズはFG12/41、試合全体でもFG成功率36.6%に抑え込まれた。そして試合中にはさらなる不幸がレイカーズを襲った。チームの主力であるジェームス・ウォージーとバイロン・スコットが怪我で試合を離脱し、以後の試合も欠場を強いられたのである。
| Team       | 1  | 2  | 3  | 4  | Tot. |
| ---------- | -- | -- | -- | -- | ---- |
| ブルズ     | 27 | 25 | 22 | 23 | 97   |
| レイカーズ | 28 | 16 | 14 | 24 | 82   |

#### 第5戦
ウォージーとスコットを失い、勝敗でも1勝3敗と窮地に追い込まれたレイカーズは、マジックとバックアップが奮闘。ベンチから出場の新人エルデン・キャンベルは21得点を記録し、マジックは16得点11リバウンド20アシストでプレーオフ通算30回目のトリプル・ダブルを達成した。しかし彼らの奮闘もブルズの前には十分ではなかった。レイカーズは第4Qまで93-90とリードを守ってきたが、ここからジョーダンとジョン・パクソンを中心にブルズが猛攻を見せ、9連続得点を決めて一気に逆転。その後追いつかれることなく、ブルズが108-101で勝利し、創部25年目にして初の優勝を果たした。ジョーダンは30得点10アシスト5スティール、ピッペンは32得点13リバウンド7アシスト5スティール、パクソンは20得点を記録した。
| Team       | 1  | 2  | 3  | 4  | Tot. |
| ---------- | -- | -- | -- | -- | ---- |
| ブルズ     | 27 | 21 | 32 | 28 | 108  |
| レイカーズ | 25 | 24 | 31 | 21 | 101  |

プロ7年目にして悲願の優勝を遂げたジョーダンは、シリーズ平均31.2得点6.6リバウンド11.4アシスト、FG成功率55.8%を記録し、ファイナルMVPを獲得。シーズンMVP、ファイナルMVP、得点王の三冠を達成したのは、1970-71シーズンのカリーム・アブドゥル＝ジャバー以来の快挙であった。このファイナルはブルズのディフェンスが光ったシリーズだった。シーズン平均106.3得点を誇ったレイカーズのオフェンスは、このシリーズ91.6得点に抑え込まれ、100得点オーバーとなったのは第5戦のみだった。第4戦でレイカーズが記録した82得点は、1954年にショットクロックが導入されて以来、レイカーズがファイナルで記録した最小得点であり、また過去10年のファイナルでも最も低い数字だった。特にピッペンのマジックへの厳しいディフェンスはブルズ優勝に大きな貢献を果たし、マジックはこの5試合で22のターンオーバーを喫した。
シャンパンを浴びながら優勝トロフィーを抱きしめるジョーダンは、「今は何も考えられない。この時間を楽しみたい」と、これから訪れる栄光の時代のことなど全く考えていない様子だった。ブルズとジョーダンはこの優勝を出発点に空前絶後の黄金期を迎えることになるのだが、その最初を「マジック対マイケル」という究極の世代抗争を制して後は、同世代ライバルたちとの壮絶な戦いが待っていた。
一方このシーズンもファイナルで敗退し、優勝から3年遠ざかっているレイカーズだが、マジック、ウォージー、スコットの主力3人はそれぞれ30歳前後を迎え円熟期に達しており、インサイドもパーキンスにディバッツと充実したメンバーが揃っていた。未だリーグ屈指の実力を誇るレイカーズは、今後も新世代チームの前に立ちはだかる大きな壁として、リーグに君臨するはずだった。しかし80年代のNBAを支えてきたレイカーズの時代はあまりに突然で、そして悲しい形で終幕を迎えることになる。

#### 結果
シカゴ・ブルズ 4-1 ロサンゼルス・レイカーズ　ファイナルMVP：マイケル・ジョーダン　（シカゴ・ブルズ）
|       | 日付    | ホーム     | スコア      | ロード     |
| ----- | ------- | ---------- | ----------- | ---------- |
| 第1戦 | 6月2日  | ブルズ     | 91-93       | レイカーズ |
| 第2戦 | 6月5日  | ブルズ     | 107-86      | レイカーズ |
| 第3戦 | 6月7日  | レイカーズ | 96-104 (OT) | ブルズ     |
| 第4戦 | 6月9日  | レイカーズ | 82-97       | ブルズ     |
| 第5戦 | 6月12日 | レイカーズ | 101-108     | ブルズ     |

#### ロスター
ロサンゼルス・レイカーズ　コーチ：マイク・ダンリービー

32 マジック・ジョンソン |
42 ジェームス・ウォージー |
4 バイロン・スコット |
14 サム・パーキンス |
12 ブラディー・ディバッツ |
45 A.C.グリーン |
20 テリー・ティーグル |
43 マイカル・トンプソン |
34 トニー・スミス |
41 エルデン・キャンベル |
10 ラリー・ドリュー

## ラストシーズン
- エイドリアン・ダントリー　（1976-91）　2度の得点王、キャリア平均24.3得点を誇るスモールフォワード。全盛期はユタ・ジャズで迎え、デトロイト・ピストンズ時代は優勝に後一歩のところまで近づいたが、ピストンズが優勝する直前にトレードに出された。引退後はコーチ職に転向。
- アレックス・イングリッシュ　（1976-91）　ダントリーと同じく80年代を代表するスモールフォワードで、8シーズン連続シーズン2000得点を達成した最初の選手で、デビッド・トンプソン以後のデンバー・ナゲッツをエースとして支えた。引退後はコーチ職に転向したほか、俳優や歌手にも挑戦している。
- ロバート・リード（英語版）　（1977-91）　長年ヒューストン・ロケッツでプレイし、2度のファイナル出場を経験。
- ジャック・シクマ　（1977-91）　70年代末から80年代を代表するセンターの一人で、1979年にはシアトル・スーパーソニックスを優勝に導き、キャリア後半はミルウォーキー・バックスで過ごした。NBA史上屈指のシュート力を持つセンターとして知られる。引退後はコーチ職に転向。
- レジー・セウス　（1978-91）　高い得点力とパスセンスを持ったポイントガードだったが、マイケル・ジョーダン以前のシカゴ・ブルズ、サクラメント・キングスなどキャリアの大半を弱小チームで過ごした。引退後はコーチ職に転向した。
- マイカル・トンプソン　（1978-91）　バハマ出身で非アメリカ人としては初のドラフト1位指名者。キャリア前半はポートランド・トレイルブレイザーズで過ごし、後半のロサンゼルス・レイカーズでは2度の優勝を経験した。引退後は解説者に転向。
- シドニー・モンクリーフ　（1979-91）　優れた得点能力とリーグ屈指のディフェンス力で強豪ミルウォーキー・バックスを支えた。ラストシーズンはアトランタ・ホークスで過ごし、引退後はコーチ職に転向した。
- ジョー・バリー・キャロル　（1980-91）　1980年のNBAドラフトの全体1位指名。ゴールデンステート・ウォリアーズ再建の柱として期待されたが、大きな成果を残すことはできなかった。引退後はビジネスマン、投資家として成功している。
- ラリー・ドリュー　（1980-91）　キングス、ロサンゼルス・クリッパーズなどキャリアの大半をドアマットチームで過ごし、ラスト2シーズンはロサンゼルス・レイカーズでプレイした。引退後はコーチ職に転向。
- ダレル・グリフィス　（1980-91）　エイドリアン・ダントリーと共にユタ・ジャズの勃興に貢献した。
- マイク・ウッドソン　（1980-91）　引退後はコーチ職に転向。
- ケリー・トリピューカ　（1981-91）　80年代のデトロイト・ピストンズ躍進の立役者の一人だが、1986年にエイドリアン・ダントリーとのトレードのためユタ・ジャズに移籍し、ラスト3シーズンはシャーロット・ホーネッツで過ごした。引退後は解説者、スカウト職を務めた。